# Rubén Tejada
Pour les articles homonymes, voir Tejada (homonymie).
Rubén Dario Tejada (né le 27 octobre 1989 à Veraguas au Panamá) est un joueur d'arrêt-court des Orioles de Baltimore de la Ligue majeure de baseball.

## Carrière

### International
Ruben Tejada joue en 2009 avec l'équipe du Panamá lors de la Classique mondiale de baseball.

### Mets de New York

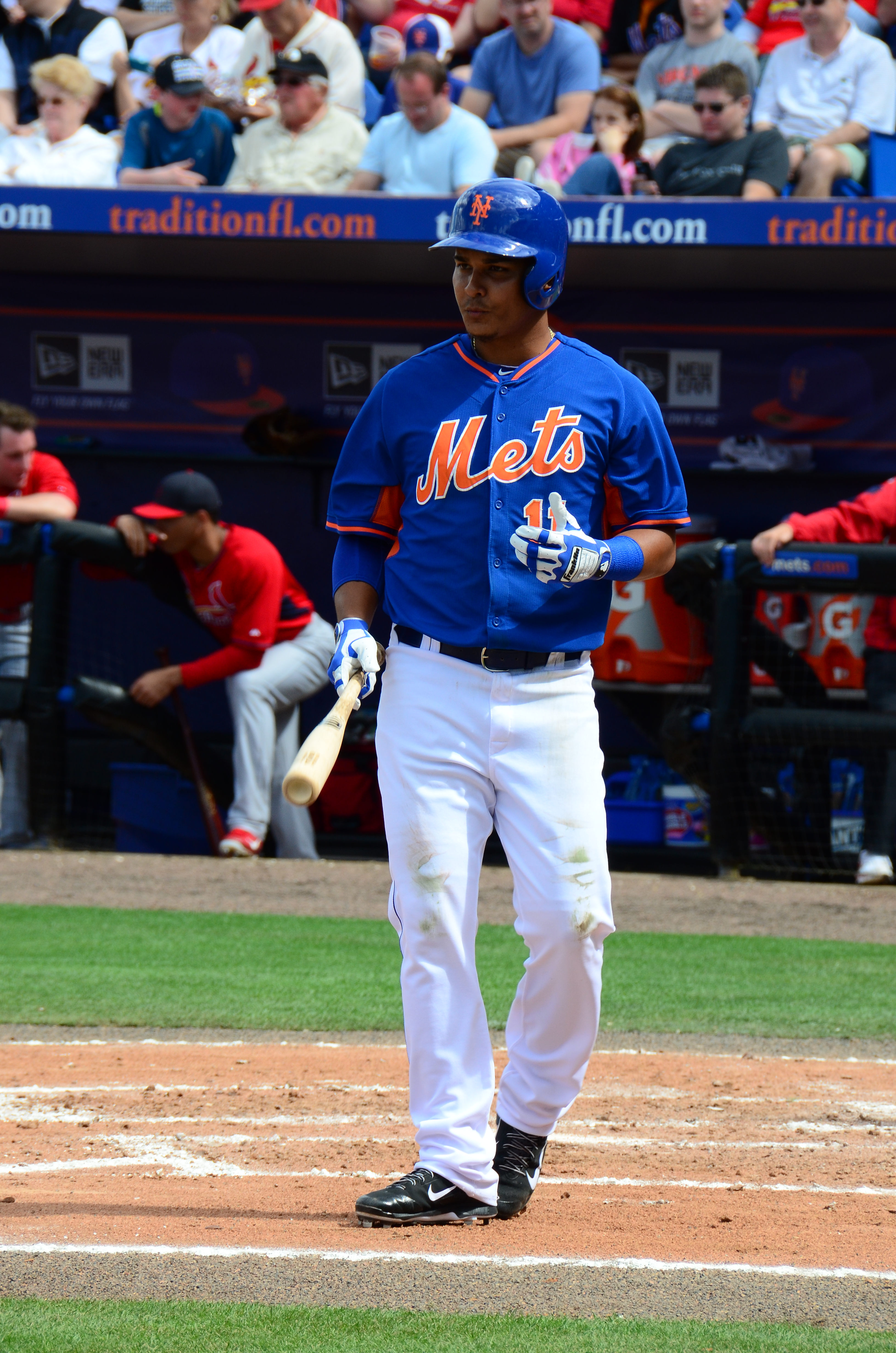
Rubén Tejada en 2014 avec les Mets de New York.

Après trois années en ligue mineure dans l'organisation des Mets de New York, Ruben Tejada fait ses débuts dans les majeures le 7 avril 2010 contre les Marlins de la Floride. Utilisé comme arrêt-court, deuxième but ou frappeur suppléant à ses premières parties, il obtient son premier coup sûr en carrière le 9 avril contre les Nationals de Washington et le lanceur Tyler Walker,. Il frappe son premier coup de circuit le 5 septembre contre Marcos Mateo des Cubs de Chicago, dans un match où il produit 5 points. Il termine 2010 avec un circuit et 15 points produits en 78 matchs pour les Mets.
Il joue 96 parties avec les Mets en 2011. Il maintient une moyenne au bâton de ,284 avec 36 points produits.
Surtout aligné au deuxième but pour les Mets en 2010 et 2011, il est uniquement joueur d'arrêt-court à partir de 2012 lorsque José Reyes, titulaire du poste d'arrêt-court dans les années précédentes, quitte les Mets.
Le 10 octobre 2015, à son deuxième match de séries éliminatoires en carrière, Tejada a la jambe droite fracturée lors d'un violent content résultant d'une glissade controversée au deuxième coussin de Chase Utley des Dodgers de Los Angeles. Les arbitres n'ayant pas sévi contre Utley, ce jeu ouvre la porte à une remontée des Dodgers dans ce deuxième match de la Série de divisions entre les deux clubs. New York remporte cependant la série. Tejada a joué son dernier match pour les Mets et assiste du bout du banc aux succès de l'équipe, qui remporte cet automne-là le titre de la Ligue nationale. 
La blessure subie par Tejada incite le baseball majeur à revoir son règlement et à bannir à partir de la saison 2016 les glissades dangereuses sur les buts comme celle dont il fut victime.
En 6 saisons et 580 matchs de saison régulière joués pour les Mets, Rubén Tejada compte 493 coups sûrs, 10 circuits, 148 points produits et 198 points marqués. Sa moyenne au bâton avec l'équipe s'élève à ,255.

### Cardinals de Saint-Louis
Libéré par les Mets de New York durant le camp d'entraînement le 16 mars 2016, Rubén Tejada signe le 19 mars 2016 un contrat d'un an avec les Cardinals de Saint-Louis, à la recherche d'un joueur pour remplacer Jhonny Peralta, leur joueur d'arrêt-court blessé jusqu'au moins le mois de juin de la nouvelle saison.

### Giants de San Francisco
Libéré par Saint-Louis le 1er juin 2016, Tejada signe un contrat avec les Giants de San Francisco le 17 juin suivant et joue pour ses derniers 13 de ses 36 matchs en 2016.

## Statistiques
| Saison | Équipe  | G  | AB  | R  | H  | 2B | 3B | HR | RBI | SB | BA   |
| ------ | ------- | -- | --- | -- | -- | -- | -- | -- | --- | -- | ---- |
| 2010   | NY Mets | 78 | 216 | 28 | 46 | 12 | 0  | 1  | 15  | 2  | .213 |
| Totaux | Totaux  | 78 | 216 | 28 | 46 | 12 | 0  | 1  | 15  | 2  | .213 |

Note : G = Matches joués ; AB = Passages au bâton; R = Points ; H = Coups sûrs ; 2B = Doubles ; 3B = Triples ; 
HR = Coup de circuit ; RBI = Points produits ; SB = Buts volés ; BA = Moyenne au bâton.